# 高级研究与发明局
高级研究与发明局（英語：Advanced Research and Invention Agency，简称ARIA）是英國政府的研究资助机构 ，2021年2月19日公布，并于2023年1月26日正式成立。